# Missão das Nações Unidas em Timor-Leste
A Missão das Nações Unidas em Timor-Leste ou UNAMET (sigla derivada do inglês United Nations Mission in East Timor) foi uma missão de paz criada pelo Conselho de Segurança das Nações Unidas a 11 de junho de 1999, por meio da resolução 1246, para condução da realização de uma consulta popular por meio da qual os timorenses decidiriam o futuro do território ante duas alternativas: autonomia especial, integrado à República da Indonésia; ou separação total desse país, com caminho livre rumo à independência. 
Recebeu contribuições da Argentina, Austrália, Áustria, Bangladexe, Brasil, Canadá, Coreia do Sul, Egito, Espanha, Estados Unidos, Filipinas, Gana, Irlanda, Itália, Japão, Jordânia, Malásia, Moçambique, Nepal, Nova Zelândia, Paquistão, Portugal, Reino Unido, Rússia, Senegal, Suécia, Tailândia, Uruguai, e Zimbabué.

## Ligação externa
- United Nations Mission in East Timor (UNAMET)[ligação inativa] [cópia arquivada em 18 de junho de 2006] (em inglês)
- «Síntese histórica de Timor-Leste». no Exército Brasileiro